# 오테마치 타워
오테마치 타워(일본어: 大手町タワー)는 일본 도쿄에 위치한 마천루다.

## 같이 보기
- 일본의 마천루 목록
- 도쿄도의 마천루 목록